# Kepler-298c
Kepler-298c es el segundo exoplaneta descubierto alrededor de la estrella Kepler-298, ubicada en la constelación de Draco y situada a 1546 años luz de la Tierra. Su hallazgo se confirmó en 2014, después de que el Telescopio Espacial Kepler detectase varios tránsitos del objeto frente a su estrella. Su tamaño, de aproximadamente 1,93 radios terrestres (R⊕), se sitúa muy por encima del límite teórico establecido por los expertos, por lo que la probabilidad de que se trate de un planeta de tipo minineptuno es muy elevada.
El sistema Kepler-298 cuenta con otros dos exoplanetas confirmados, Kepler-298b y Kepler-298d, de 1,96 y 2,5 R⊕ respectivamente. El primero tiene una órbita más corta y el segundo más amplia. Estos tres objetos son los únicos descubiertos en el sistema tras la actualización del catálogo de exoplanetas confirmados de la NASA del 19 de noviembre de 2015.

## Características
Kepler-298 es una enana naranja tipo K, con una masa de 0,65 M☉ y un radio de 0,58 R☉. Su metalicidad (-0,121) es muy similar a la del Sol aunque algo inferior, lo que parece indicar una cierta escasez de elementos pesados (es decir, todos excepto el hidrógeno y el helio). El límite de acoplamiento de marea del sistema se encuentra entre el centro de la zona de habitabilidad y su confín interno, a 0,3982 UA. Kepler-298c, con un semieje mayor de 0,14 UA, está demasiado cerca de su estrella como para superar el límite de anclaje. Por tanto, es probable que tenga un hemisferio diurno y otro nocturno.
El radio observado del planeta es de 1,93 R⊕, muy por encima del límite de 1,6 R⊕ que separa a los planetas telúricos de los de tipo minineptuno. Si la composición del objeto fuera similar a la de la Tierra, su masa sería de 8,88 M⊕ y su gravedad un 139 % superior a la terrestre. Con estas características, la probabilidad de que sea un planeta gaseoso es bastante alta.
Aunque Kepler-298 es una enana naranja de tipo K-intermedio, Kepler-298c completa una órbita en torno a ella cada veintitrés días. Por tanto, su temperatura media superficial estimada a partir de su ubicación en el sistema y la luminosidad de su estrella, es de 177,65 °C, asumiendo una atmósfera y albedo similares a los de la Tierra. Sin embargo, si resulta ser un planeta terrestre, es probable que por la proximidad respecto a su estrella, la consecuente pérdida de agua, el anclaje por marea y la mayor actividad volcánica —a consecuencia de su masa y ubicación en el sistema—; sufra un efecto invernadero descontrolado que aumente significativamente sus temperaturas. En Venus, que proporcionalmente orbita a una distancia muy superior a la de Kepler-298c, la diferencia entre la temperatura de equilibrio y la temperatura media en la superficie es de casi 500 °C.
Por sus características, Kepler-298c pertenece a la categoría de no-habitable en la clasificación térmica de habitabilidad planetaria del PHL. En el improbable caso de que su perfil real permita la existencia de algún tipo de vida, sería ubicado en el rango de los hipertermoplanetas como consecuencia de sus altas temperaturas. El mismo laboratorio asigna un IST de 0,44 al objeto, un HZD de -1,69, un HZC de -0,14 y un HZA de 0,33. Por tanto, estima que su grado de parentesco con la Tierra es similar al de Venus, que su órbita es excesivamente reducida como para aproximarse a los límites de la zona habitable, que presenta una relativa escasez de metales en su composición y que posee una atmósfera significativamente más densa que la terrestre —aunque inferior a la del último exoplaneta detectado en el sistema, Kepler-298d—.
Kepler-298c es el segundo exoplaneta encontrado en el sistema Kepler-298. Poco antes se descubrió Kepler-298b y poco después Kepler-298d, de 1,96 y 2,5 R⊕ respectivamente. Kepler-298b tiene un semieje mayor de apenas 0,08 UA, que le permite completar una órbita en diez días. Como consecuencia, se estima que su temperatura media superficial debe superar los 300 °C. Por su parte, Kepler-298d tarda 77 días en orbitar a su estrella, adentrándose en el confín interno de la zona habitable. Su temperatura media, considerando una atmósfera y albedo similares a los de la Tierra, sería de unos 49 °C.